# Фрауенкирхе
Фрауенкирхе (на немски: Frauenkirche – „Църква на Богородица“) е църква в Дрезден, която е една от най-значителните лютерански църкви в града. Изпълнена е в стил барок по указание на саксонския курфюрст и крал на Полша Август Силни през 1726 до 1743 г. 

## История
На мястото на църквата от XI век е съществувала и едноименна църква, която многократно се е обновявала. През 1722 г. започва изграждането на нов храм с архитект Георг Бер (George Bähr). Църквата може да побира 3500 души.
През Втората световна война църквата е напълно разрушена по време на бомбардировките на Дрезден на 13 – 15 февруари 1945 г. Властите на ГДР вземат решение да не я възстановяват, както поради липса на средства така и като символ на това, което е станало.
Възстановяването на църквата по историческите чертежи започва след обединението на Германия. През януари 1993 г. в района на разрушената църква започват археологически разкопки. На 27 май 1994 г. е положен първия камък. През 1996 г. започва строителството на църквата. Тържественото откриване става през 2005 г.
- Изглед във вътрешността
- Развалините на църквата през 1970 г.